# Einar Magnusson
Einar Valdemar Tobias Magnusson, född 5 november 1891 i Skärstad, död 28 april 1977 i Falköping, var tillsammans med K.E. Sahlström och Hilding Svensson ett viktigt namn för arkeologin på Falbygden i Västergötland. Magnusson var ordförande i Falbygdens hembygds- och fornminnesförening under åren 1930-1962 och var tillsammans med John Liedholm föreningens starkaste drivkraft. Magnusson samlade in mängder av fornfynd till Falbygdens hembygds- och fornminnesförenings samlingar, vilka nu finns på Falbygdens museum i Falköping. 
Einar Magnusson föddes i Skärstad i Småland och utbildade sig i Jönköping. Efter att han avlagt tandläkarexamen flyttade han 1917 till Falköping där han verkade som tandläkare. 1922 tog Magnusson plats i styrelsen för den nybildade Falbygdens Hembygds- och Fornminnesförening. 1930 blev han ordförande i föreningen och som sådan verkade han i 32 år till 1962. 
Magnusson fick flera utmärkelser för sitt arbete med hembygdsvård och fornvård. Bland dessa var Kungliga Vitterhets Historie och Antikvitets Akademiens silverplakett, Gustaf Adolfsmedaljen och Illis Quorum. 1965 blev han den förste som fick Falköpings stads kulturpris.